# Muhammad Sakizli
Muhammad Sakizli (àrab: محمد الساقزلي, Muḥammad as-Sāqizlī) (Líbia, 1892 - Bengasi, Líbia, 14 de gener de 1976) fou un polític libi. Fou primer ministre de Cirenaica (març de 1950-desembre de 1951), governador de Cirenaica (desembre de 1951-maig de 1952) i primer ministre de Líbia (febrer-abril de 1954).